# La Foa
Cet article possède un paronyme, voir La Foi.
La Foa (prononcé [la fwa] ; en xârâcùù : Foha) est une commune française de Nouvelle-Calédonie de la Province Sud. Elle est formée de plusieurs petits regroupements d'habitations, dont le plus important est celui de La Foa (1 437 habitants), situé sur la côte ouest de la Grande Terre, sur la RT1, à 115 km au nord-ouest de Nouméa.
La commune fait partie de l'aire coutumière Xaracuu.

## Géographie
Le territoire de commune est traversé par un fleuve, la Foa, qui coule à l'entrée du village-centre à qui il a donné son nom. Le terme fo signifie « cours d'eau » en xârâcùù.
La Foa fait partie de la Brousse, sur la côte Ouest de la Grande Terre. 
Elle est reliée aux autres communes de cette côte par la Route territoriale 1 (RT 1), qui sert également de rue principale à son village-centre. À la sortie de ce dernier, à Fonwhary, la Route provinciale 5 (RP 5), dite « Route du Col d'Amieu », constitue la première moitié de la transversale traversant la Chaîne centrale pour relier La Foa sur la côte ouest au col de Koh et de là aux villages de Kouaoua ou Canala sur la côte Est en Province Nord. La RP 5 s'étend sur environ 27 km de Fonwhary au col vert à la limite entre les communes de Canala et Sarraméa (et donc à la frontière entre les deux provinces). Ensuite, elle devient la Route provinciale Nord 5 (RPN 5). Cette route est la seule desservant les communes de Farino et de Sarraméa.

## Histoire

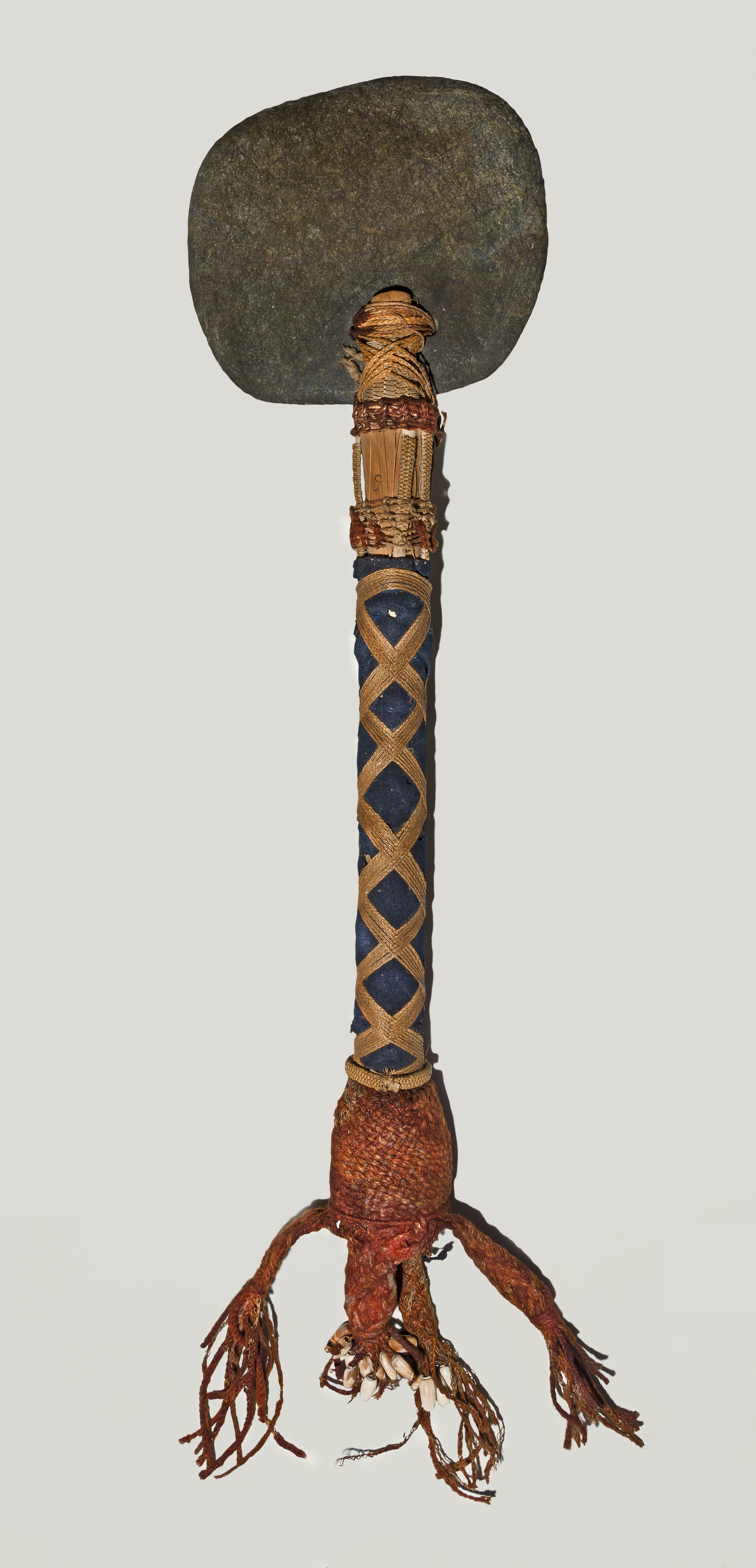
O'kono hache cérémonielle La Foa MHNT.

L'histoire de La Foa remonte à 1871 avec la construction du fort Teremba. La commune se développe avec le pénitencier agricole (1872), puis, après la grande révolte kanak de 1878.
L'arrivée des Malbars de l'île de La Réunion en 1880, la création d'un bureau d'état civil en 1882, la liaison routière avec Boulouparis établie en 1883, la transformation du pénitencier en internat de jeunes filles en 1892 marquent la fin du siècle.
La présence des troupes américaines durant la Seconde Guerre mondiale (construction de la passerelle Marguerite, à l'entrée de la ville), demeure également une période historique importante pour la commune.

## Administration

### Liste des maires
L'actuel maire de La Foa est Florence Rolland, élue conseillère municipale Générations NC en 2020 avant de succéder le 12 juillet 2022 à Nicolas Metzdorf, président fondateur de Générations NC qui était le premier magistrat depuis 2020 avant de devoir démissionner pour respecter le non-cumul de mandat, ayant été élu député en 2022. Le premier magistrat de la commune a été pendant longtemps, de 1989 à 2008, Philippe Gomès, qui fut également président de l'assemblée de la Province Sud (de 2004 à 2009) puis du gouvernement de la Nouvelle-Calédonie (de 2009 à 2011). Il est membre de Calédonie ensemble, dont il est le principal dirigeant, après avoir été auparavant un cadre du RPCR. De 2008 à 2020, son ancienne adjointe et autre militante de Calédonie ensemble, Corine Voisin, lui avait succédé.  
Le commissaire délégué de la République, qui a pratiquement les mêmes pouvoirs qu'un sous-préfet, et des bureaux annexes de la Province Sud y sont basés. Par le passé, La Foa fut le chef-lieu de la Région Centre créée par le statut Fabius-Pisani de 1985 à 1988. Après la mise en place du statut Pons II, de 1988 à 1989, la commune fait partie de la Région Ouest, et enfin de la Province Sud depuis 1989. 
| Période                                  | Période  | Identité           | Étiquette                               | Qualité                                                       |
| ---------------------------------------- | -------- | ------------------ | --------------------------------------- | ------------------------------------------------------------- |
| Les données manquantes sont à compléter. |          |                    |                                         |                                                               |
| 1961                                     | 1971     | Joseph Banuélos    |                                         |                                                               |
| 1971                                     | 1977     | Antoine Condoya    | UC                                      |                                                               |
| 1977                                     | 1983     | Félix Basquin      | RPC puis RPCR                           |                                                               |
| 1983                                     | 1984     | Charles Delathière |                                         |                                                               |
| 1984                                     | 1989     | Félix Basquin      | RPCR                                    |                                                               |
| 1989                                     | 2008     | Philippe Gomès     | RPCR puis Avenir ensemble               | Président de la Province Sud                                  |
| 2008                                     | 2020     | Corine Voisin      | Avenir ensemble puis Calédonie ensemble | Élue à la Province Sud et au Congrès de la Nouvelle-Calédonie |
| 2020                                     | 2022     | Nicolas Metzdorf   | Générations NC                          | Élu à la Province Sud et au Congrès de la Nouvelle-Calédonie  |
| 2022                                     | En cours | Florence Rolland   | Générations NC                          |                                                               |

### Jumelages
- Tsuruoka, Japon

## Population et société

### Démographie
L'évolution du nombre d'habitants est connue à travers les recensements de la population effectués dans la commune depuis 1956. À partir de 2006, les populations légales des communes sont publiées annuellement par l'Insee, mais la loi relative à la démocratie de proximité du 27 février 2002 a, dans ses articles consacrés au recensement de la population, instauré des recensements de la population tous les cinq ans en Nouvelle-Calédonie, en Polynésie française, à Mayotte et dans les îles Wallis-et-Futuna, ce qui n’était pas le cas auparavant. Ce recensement se fait en liaison avec l'Institut de la statistique et des études économiques (ISEE), institut de la statistique de la Nouvelle-Calédonie. Pour la commune, le premier recensement exhaustif entrant dans le cadre du nouveau dispositif a été réalisé en 2004, les précédents recensements ont eu lieu en 1996, 1989, 1983, 1976, 1969, 1963 et 1956.
En 2019, la commune comptait 3 552 habitants, en augmentation de 0,28 % par rapport à 2014 (Nouvelle-Calédonie : +0,98 %).
| 1956 | 1963  | 1969  | 1976  | 1983  | 1989  | 1996  | 2004  | 2009  |
| ---- | ----- | ----- | ----- | ----- | ----- | ----- | ----- | ----- |
| 934  | 1 407 | 1 333 | 1 993 | 2 094 | 2 155 | 2 502 | 2 903 | 3 323 |

| 2014  | 2019  | - | - | - | - | - | - | - |
| ----- | ----- | - | - | - | - | - | - | - |
| 3 542 | 3 552 | - | - | - | - | - | - | - |

### Tribus
- Aire coutumière Xaracuu sud
  - District Coindé : Coindé, Oui-Poin
  - District Oua-Tom : Kouma-Pocquereux, Oua-Tom

### Manifestations culturelles et festivités
La mairie de La Foa abrite également les bureaux de l'office du tourisme. 
- marché matinal, samedi matin,
- festival de l'Eau, une semaine en mai, avec carnaval
- festival du cinéma, en mai-juin,
- festival du Patrimoine, en septembre,

La Foa est réputée en Nouvelle-Calédonie pour son festival de cinéma qui a lieu tous les ans. Un cinéaste ou acteur est alors invité à présider le festival et à rencontrer les différents participants du concours de films amateurs, ainsi qu'à présenter son prochain film. Jean-Pierre Jeunet, Gérard Jugnot, Jane Campion et Claude Brasseur ont fait partie de ces présidents. Le cinéma de La Foa porte d'ailleurs le nom de Jean-Pierre Jeunet, qui l'a inauguré lors du premier festival en 1999.
Ont été présidents du festival de La Foa :
- Jean-Pierre Jeunet (1999)
- Claude Pinoteau (2000)
- Catherine Jacob (2001)
- Gérard Jugnot (2002)
- Charles Berling (2003)
- Jane Campion (2004)
- Marie-Christine Barrault (2005)
- Philippe Torreton (2005)
- Claude Brasseur (2006)
- Gérard Darmon (2007, 2018)
- Patrice Leconte (2008)
- Cécile de France (2009)
- Zabou Breitman (2010)
- Mathieu Demy (2011)
- Miou-Miou (2012)
- Julie Gayet (2013)
- Gilles Dagneau (2014)
- Jalil Lespert (2015)
- Sacha Wolff (2016)
- Marianne Denicourt (2017)
- Alice Taglioni (2019)
- Pierre Gope (2021)

### Sports
La Foa, proche de la mer, de la montagne et de la forêt, offre la possibilité de pratiquer de nombreux loisirs, tels que 
- randonnée pédestre, (tribus de Oua Tom et Oui Poin),
- équitation : randonnées équestres,
- activités nautiques : piscine, natation, plongée sous-marine, taxi-boat, plaisance, pêche sportive, tourisme de pêche, stand up paddle,
- aéroclub, parachutisme,
- grimpe d'arbres, table perchée, arbrévolution,
- chasse,
- camping
- handball
- football

## Économie
La Foa cultive une tradition agricole de premier plan, avec 60 % de la production de pommes de terre, 25 % des fruits et 10 % de la production maraîchère et bovine du territoire. La station fruitière de Pocquereux, l'unité de froid de l'Office de commercialisation et d'entreposage frigorifique (OCEF), le barrage anti-sel de Thia ou la ferme d'aquaculture de crevettes de Ouano, figurent parmi les exemples du développement agricole de la commune.
Soucieuse de ses progrès économiques, La Foa soigne également son cadre de vie. La municipalité a beaucoup investi dans l'embellissement et l'aménagement du village centre et le développement des activités de loisirs.
- Visite de fermes et stations d'élevage.
- Gourmandises, confitures, achards...

## Culture locale et patrimoine

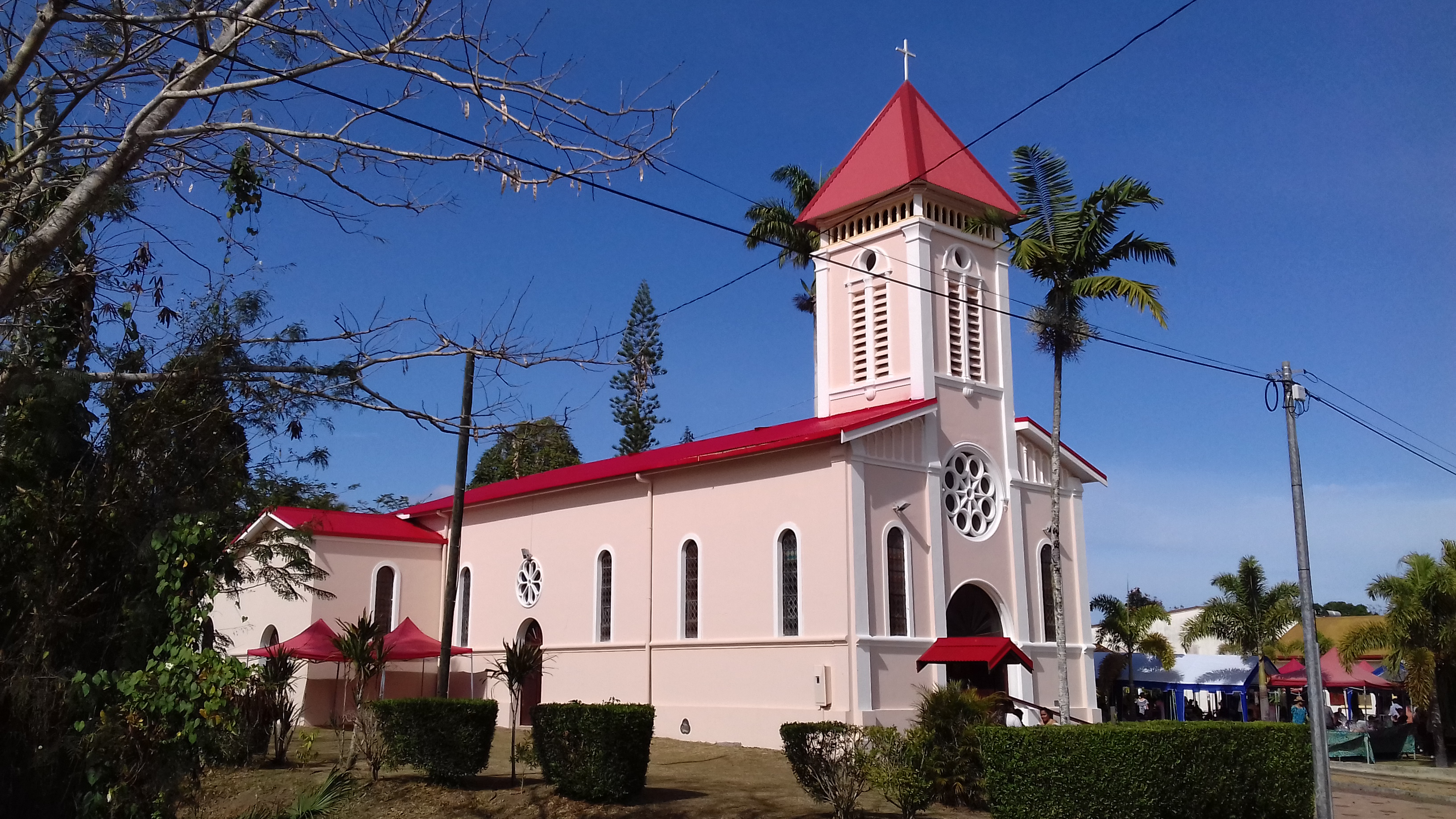
Eglise de La Foa

### Lieux et monuments
- Bâtiment et matériels agricoles Bernut
- Four à pain
- Passerelle Marguerite
- Église de la Pentecôte de La Foa
- Le quatrième télescope du réseau TAROT est installé en mai 2024 à l'aérodrome de Ouatom, à La Foa[5].

### Héraldique
Blason de La Foa : « D'azur, à une passerelle d'or, et à une plante arrachée de pomme-de-terre, feuillée et fruitée, également d'or. L'écu soutenu par deux flèches faîtières au naturel, au listel d'or portant le nom de LA FOA en lettres de sable ».

### Personnalités liées à la commune
- Marcel Kollen (1912-1942), résistant, Compagnon de la Libération ;
- Laurent Pakihivatau (né en 1973), joueur de rugby.

## Énergie
La Foa a renforcé ses capacités énergétiques depuis la fin des années 2010, bénéficiant de son fort potentiel d'ensoleillement.
La commune est notamment alimentée par la centrale photovoltaïque Wi-Hâche Ouatom. Inaugurée en avril 2019, son nom veut dire « rayon de soleil » en langue tîrî. 10 ha sont consacrés au fonctionnement de près de 33 000 panneaux photovoltaïques. Les propriétaires sont les sociétés Enercal et Promosud (respectivement à 51 % et 49 % du capital). 
Parmi les efforts en faveur de la transition écologique, l'école primaire Yvonne Lacourt a été munie de panneaux photovoltaïques en février 2021.
L'année précédente, une unité de dessalement d'eau de mer (avec osmoseur) avait été installée sur la presqu'île de Lebris. Son alimentation est prévue par énergie solaire.
La société Enercal, impliquée dans tous ces projets, dispose d'une agence dans la commune.

## Repères nord-sud: RT1 Moindou-Bouloupari
- commune de Moindou (Mwâhruu)
  - plage de la Garde (Né Ara Meuxi), gîte Les Nautiles,
  - Kéré,
  - baie de Moindou, île Saint-Dié (Nü Yéyé),
  - RM2 : Moméa,
  - RM25 : Oua-Oué (Wawé), et vers Bourail,
  - RM9-RM7 : Katrikoin (Table-Unio), et vers Bourail,
  - Petit Moindou,
  - Ryawa, palmiers royaux,
  - RM6 : La Résidence, ancienne demeure coloniale, sentier des Gorges de Moindou, barrage,
  - RM3 : Téremba, ancien fort Téremba, musée et circuit commémoratif, le Banian, baie de Téremba,
  - presqu'île de Tanghi, plages, île Mara, île Corbeille (Cotogi),
  - baie de Ouarail,
- commune de Farino (Udi Pwe)
  - VU et RP5 : Focola, Fonwhary (Fô Wari), Farino, Tendéa, Parc des Grandes Fougères, Plaine aux Truies, le Cœur de Farino,
- commune de Sarraméa (Xûâ Chârâmèa)
  - RP5 : Petit Couli (Kwyri Amure), Grand Couli (Kuriaati), col d'Amieu (Ö Chönaxwéta, 425 m); transversale RP5 : Koh, Kouaoua, Canala, Thio,
  - Sarraméa (Chara Méa), La Cuve (Timi, trou Feuillet), plateau de Dogny (1010 m), cascade, sentier botanique, vers Ema (Amé),
- commune de La Foa (Fo Xa)
  - Thia, marais d'Amboa, Apikwuanthaï,
  - La Foa, parc, passerelle suspendue Marguerite (1909),
  - Nily, Méaré,
  - Les 4 routes, Pierrat (Pieta), auberge de Pierrat, Kouma, Ouipoin (Wi Pwê) (GR), Koindé (Xwi Déé), Réserve Botanique Spéciale du Pic Ningua, RP4 vers la côte est,
  - Naïna (Tôrô Méda), Naïna Parc,
  - vers Amboa, marais, Caillou, Presqu'île Lebris, île Lebris (Nai Nitaru),
  - déchetterie, Institut Agronomique Calédonien, La Petite Ferme, Pocquereux (randonnées),
  - aire de stationnement de Taïchen, La Foa Randonnées,
  - Forêt Noire, gîte,
  - Col du Bonhomme (Méé Xwaütobwé),
  - station Popidéry, vers la baie de Chambeyron,
  - aérodrome de Oua Tom, aéroclub, parachutisme,
  - presqu'île de Ouano, plages, wharf, Réserve Naturelle (dont îlots : N'Digoro, Kondoyo (Kâtiö)),
    - sentiers mangroves : Nipwinô (3,8 km, pointe nord, surf, deck), Nidöwé (4,6 km, palétuvier, oiseaux), Méégiwé (1,6 km, pic et table d'orientation),

  - vers l'intérieur : Oua Tom (Watom), Chez Georgette,
- commune de Pouloupari (Berepwari)
  - Camp Brun,
  - vallée de l'Oua Nonda : Ouaménie,
  - vers Gilles, presqu'île de Bouraké, ruines pénitentiaires, baie de Perseval, îles : Puen, Ténia, Leprédour, Ducos, Hugon,
  - vers Ouitchambo, Pic d'Outchambo,
  - vers Nassirah, col de Nassirah, Réserve de faune et de flore du Mont Do, transversale vers Thio,
  - Bouloupari(s),
  - vers base de Perseval, Port-Ouenghi, marina,
  - vers Ouinané, Nétéa, Dent de Saint-Vincent (1441 m),
  - vallée de la Ouenghi, golf
  - Tomo, wharf, aire de loisirs,
  - vallée de la Tontouta,
- commune de Païta
  - aéroport de La Tontouta